# Aermacchi AL-60
Aermacchi AL-60 (Lockheed AL-60, Atlas C4M Kudu) – zaprojektowany przez Alberta W. Mooneya, inżyniera Lockheed Corporation, prosty, jednosilnikowy samolot ogólnego przeznaczenia, zdolny do transportu ludzi i towarów. Maszyna nigdy nie była produkowana w Stanach Zjednoczonych. Jej licencyjna produkcja została uruchomiona w Meksyku, Włoszech i Południowej Afryce.

## Historia
Pod koniec lat 50. XX wieku, Albert W. Mooney zaprojektował prosty samolot jednosilnikowy. Maszyna miała być zdolna do operowania z gruntowych pasów startowych i niewymagająca rozbudowanego zaplecza lotniskowego. Pierwszy z dwóch zbudowanych prototypów, oznaczonych jako AL-60, do swojego pierwszego lotu wzbił się 15 września 1959 roku. Lockheed podjął decyzję, iż produkcja seryjna nowej maszyny zostanie uruchomiona w Meksyku. W tym celu utworzono spółkę joint venture z meksykańską firmą pod nazwą Lockheed-Azcarate. Nowo utworzona firma zbudowała 44 maszyny oznaczone jako LASA-60, z czego w 1960 roku osiemnaście zakupiły Meksykańskie Siły Powietrzne. Niewielka liczba AL-60 została również zmontowana w Argentynie przez firmę Industrias Kaiser Argentina pod nazwą L-402. W 1961 roku Lockheed sprzedał prawa do licencyjnej produkcji samolotu włoskiej firmie Aermacchi. Włoska wytwórnia rozpoczęła produkcję dwóch wersji samolotu. AL-60B, z oryginalnym przednim podparciem podwozia, oraz AL-60C, w którym zrezygnowano z przedniego koła na rzecz tylnego kółka ogonowego. Wyprodukowano cztery egzemplarze wersji AL-60B-1 Santa Maria oraz 81 egzemplarzy kolejnej, oznaczonej jako AL-60B-2 Santa Mari. Maszyny wytwórni Aermacchi eksportowane były do Republiki Środkowoafrykańskiej, pod oznaczeniem AL-60C-5 Conestoga oraz Rodezji, pod oznaczeniem AL-60F-5 Trojan. Licencyjną produkcję wersji AL-60C uruchomiła u siebie wytwórnia Atlas Aircraft Corporation. Jej samoloty, oznaczone jako Atlas C4M Kudu znalazły się na wyposażeniu Południowoafrykańskich Sił Powietrznych, gdzie służyły w latach 1974-1991. Część południowoafrykańskich Kudu została poddana modernizacji, w której wymieniono jednostkę napędową na silnik turbośmigłowy, tak zmodyfikowane maszyny znane są pod nazwą Atlas Angel lub Turbine Kudu. W 1968 roku Aermacchi sprzedał prawa do produkcji licencyjnej kanadyjskiej wytwórni Northwest Industries, która na bazie oryginalnego projektu zbudowała nowy samolot znany jako Northwest Ranger.

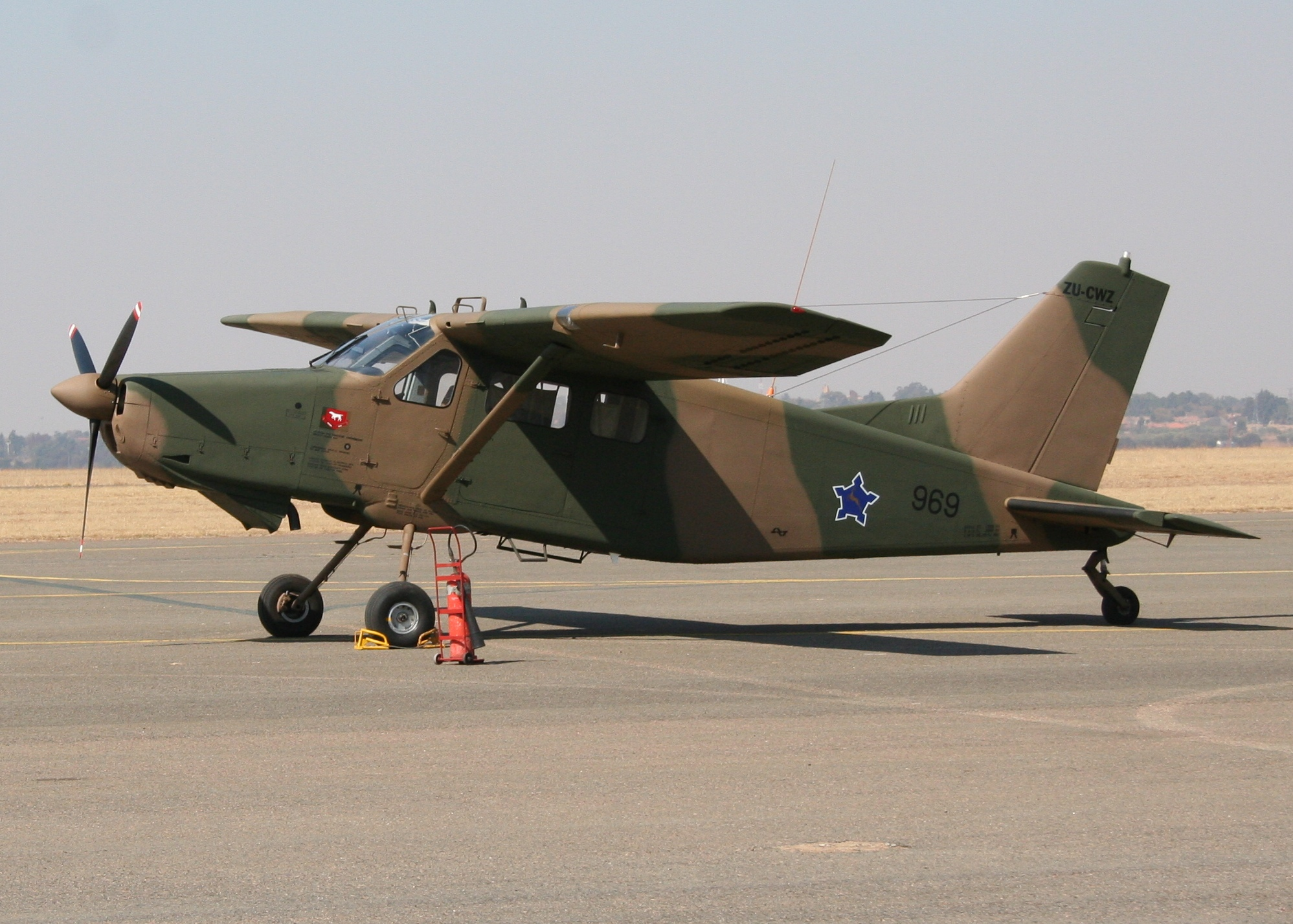
Atlas C4M Kudu

## Konstrukcja
AL-60 jest zastrzałowym górnopłatem o metalowej konstrukcji. Proste skrzydła o prostokątnym obrysie wsparte na dwóch zastrzałach. Usterzenie klasyczne. Stałe podwozie trójpodporowe z przednim podparciem lub w wersji AL-60C z tylnym kółkiem ogonowym. Podwozie przystosowane do szybkiej wymiany kół na płozy lub pływaki.